# 454
Het jaar 454 is het 54e jaar in de 5e eeuw volgens de christelijke jaartelling.

## Gebeurtenissen

### Europa
- Slag aan de Nadao: De opstandige Gepiden en Ostrogoten onder leiding van Ardarik verslaan in Pannonië de Hunnen van koning Ellac, oudste zoon van Attila de Hun. Tijdens de veldslag sneuvelt Ellac en wordt hij opgevolgd door zijn broer Dengizich. Hiermee komt er een einde aan de overheersing van de Hunnen in Centraal- en Oost-Europa.
- De Visigoten onder leiding van koning Theodorik II onderdrukken in Hispania een opstand van benden Bagaudae in opdracht van Valentinianus III die het West-Romeinse Rijk terroriseren.
- Het Koninkrijk der Bourgondiërs rond het gebied van Genève, breidt zijn territorium verder uit tot Lyon en Vienne.[bron?] De Alemannen worden uit Langres verdreven.
- De Vandalen plunderen het strategische eiland Malta.

### Italië
- 21 september - Keizer Valentinianus III vermoordt Flavius Aëtius (magister militum) tijdens een audiëntie in Rome. Aangewakkerd door geruchten in hofkringen met name door Petronius Maximus, wordt Aëtius beschuldigd van een samenzwering.

### Godsdienst
- Keizer Valentinianus III verklaart in een decreet dat de paus de hoogste macht in de Katholieke Kerk vertegenwoordigt.

## Geboren
- 8 januari - Johannes Hesychastes, Armeens bisschop (overleden 559)

## Overleden
- Ellac, koning van de Hunnen
- Eutyches (76), priester en theoloog
- 21 september - Flavius Aëtius, Romeins veldheer (magister militum)
- Iusta Grata Honoria, zuster van Valentinianus III (waarschijnlijke datum)
- Quodvultdeus, bisschop van Carthago (waarschijnlijke datum)